# Fritz Ulrich (Politiker)

Fritz Ulrich (um 1933)

Fritz Ulrich (* 12. Februar 1888 in Schwaikheim/Württemberg; † 7. Oktober 1969 in Stuttgart-Sillenbuch; eigentlich Friedrich Ulrich) war ein deutscher Redakteur, Weingärtner und Politiker (SPD). Er trat 1906 in die SPD ein und war von 1919 bis 1933 Abgeordneter im württembergischen Landtag, von 1930 bis 1933 außerdem auch Abgeordneter im Reichstag. Von 1912 bis 1933 war er zudem Chefredakteur beim Heilbronner Neckar-Echo. In der Zeit des Nationalsozialismus beruflich und politisch kaltgestellt, verdingte er sich als Steuerberater und Weingärtner. 1945 wurde er Innenminister des französisch besetzten Teils von Württemberg, wenig später Innenminister von Württemberg-Baden und von 1952 bis 1956 Innenminister des neugegründeten Bundeslandes Baden-Württemberg. Er gehörte bis 1968 dem baden-württembergischen Landtag an und hatte vier Jahre den Landesvorsitz der baden-württembergischen SPD inne.

## Leben
Ulrich wurde als neuntes von zehn Kindern des Eisenbahn-Streckenarbeiters Carl Friedrich Ulrich geboren. Seine Mutter Christine Friedericke kümmerte sich um die Kinder und um eine kleine Landwirtschaft, die dabei half, die vielköpfige Familie zu ernähren. Zwei Brüder Ulrichs starben schon im Kindesalter an der Diphtherie; sein ältester Bruder ging noch vor Fritz Ulrichs Geburt als 17-Jähriger nach Amerika, wo er im Alter von 30 Jahren an einer Lungenentzündung starb.
Nach sieben Jahren Volksschulbesuch lernte Ulrich nach der Konfirmation, ab dem Alter von 14 Jahren, vier Jahre lang in Marbach am Neckar den Beruf des Schriftsetzers und Buchdruckers. Schon in der Schulzeit begann er sich für Politik zu interessieren. Vor Ort trug er die Stuttgarter SPD-Zeitung Schwäbische Tagwacht aus, die seine älteren Brüder auch abonniert hatten. Während seiner Lehrlingszeit nahm er Kontakt zur örtlichen SPD auf, die ihn mit politischem Lesestoff versorgte. Nach Ende der Lehrzeit wechselte Ulrich als Geselle zunächst nach Pfullingen, dann noch 1906 nach Waiblingen und wurde Mitglied der Gewerkschaft Verband der Deutschen Buchdrucker, einer Vorgängerorganisation der späteren IG Druck und Papier. Mit 18 trat er auch der SPD bei, und am 6. Januar 1907 lernte er bei einer Wahlversammlung in Schwaikheim den SPD-Kandidaten Wilhelm Keil kennen, mit dem ihn dann eine jahrzehntelange Freundschaft verband. Kurz darauf wurde Ulrich zu einem der Mitbegründer des Schwaikheimer SPD-Ortsvereins, und ebenfalls im Jahr 1907 übernahm er den Vorsitz des Waiblinger Ortsverbands des Buchdruckerverbands. Ab dieser Zeit trat er auch als Redner bei Partei- und Gewerkschaftsveranstaltungen auf.
Im Oktober 1908 wurde Ulrich zum Militär eingezogen und absolvierte eine zweijährige Dienstzeit bei den Ulmer Pionieren, die er als Gefreiter beendete. Auf Vorschlag Keils berief ihn der SPD-Landesvorstand 1911 als Lehrling in die Redaktion der Schwäbischen Tagwacht in Stuttgart. Ab 1. Oktober 1911 wurde er für ein Jahr als Lokalredakteur zur Reutlinger Freien Presse delegiert, einem Kopfblatt der Schwäbischen Tagwacht. In diesem Jahr trat er bei über 90 Versammlungen auf. Er ließ sich, „um respektierlicher zu wirken“, seinen markanten Spitzbart wachsen, für den er seitdem bekannt war. Nach dem Reutlinger Jahr wechselte er auf Drängen des SPD-Landesvorstands als Redakteur, später Chefredakteur, zum Neckar-Echo in Heilbronn, der Stadt, die ihm zur „zweiten Heimat“ wurde. Heilbronn besaß außer dem Neckar-Echo drei weitere Tageszeitungen, darunter als schärfste Konkurrentin die liberale Neckar-Zeitung mit ihrem Chefredakteur Theodor Heuss. Am 30. September 1913 heiratete Ulrich die Direktrice Berta Winter (1887–1976), die er in seiner Reutlinger Zeit kennengelernt hatte. Aus der Ehe gingen der Sohn Hermann und die Tochter Doris hervor.
Den Ersten Weltkrieg erlebte Ulrich als Unteroffizier, Feldwebel und schließlich Spieß einer Pionierkompanie. 1917 durfte er kurz nach Heilbronn zurück, um das Neckar-Echo weiterzuführen, musste nach mehreren der Obrigkeit nicht genehmen Artikeln und fünf Verwarnungen aber wieder zurück in den Kriegsdienst. Außer einer Schramme am Kopf durch Steinschlag blieb er während vier Jahren Krieg unverletzt. Nach Kriegsende begann Ulrich erneut seine Tätigkeit beim Neckar-Echo, in den Folgejahren als alleiniger Redakteur.
Ulrichs politische Laufbahn begann 1919 als Heilbronner Abgeordneter in der Verfassunggebenden Landesversammlung für Württemberg, der der durch seine Reden und seine Presseartikel populäre, 30-jährige Ulrich als jüngster Abgeordneter angehörte. Dem Württembergischen Landtag gehörte er als Heilbronner Abgeordneter von 1920 bis Januar 1931 und wieder 1932 bis 1933 an. Ab 1930 war er zusätzlich für drei Jahre Abgeordneter im Deutschen Reichstag. Zusätzlich zu seinen Mandaten und der Arbeit beim Neckar-Echo kümmerte er sich um die SPD-Parteiarbeit vor Ort in Heilbronn, das sich auch aufgrund Ulrichs Wirken zu einer Hochburg der Sozialdemokratie entwickelte.
Am 15. März 1933 wurde Ulrich aus einer Landtagssitzung heraus verhaftet und nach Protesten aller Landtagsfraktionen außer der NSDAP zwar noch am gleichen Tag wieder entlassen, jedoch noch im gleichen Monat in Frankfurt erneut verhaftet und 14 Tage inhaftiert. Im April 1933 wurde er in „Schutzhaft“ genommen und verbrachte einen Monat im Heilbronner Gefängnis, bevor er im Mai in das Konzentrationslager Heuberg verlegt wurde, das er trotz zahlreicher Eingaben seiner Frau Berta erst im Oktober 1933 wieder verlassen konnte. Ulrich verlor seine Mandate im Landtag und Reichstag, nach dem Verbot des Neckar-Echos im März 1933 wurde er als Redakteur gekündigt.
Ulrichs Frau Berta begann zu schneidern, führte später ein Textilgeschäft und half so, die Familie finanziell über Wasser zu halten. Da er den Machthabern als Staatsfeind galt und nicht mehr als Redakteur arbeiten konnte, begann Ulrich, der im Landtag Vorsitzender des Finanzausschusses gewesen war, als Steuerberater und Buchhalter zu arbeiten. Da dies nicht ausreichte, die Familie zu ernähren, verdiente Ulrich seinen Lebensunterhalt als Weingärtner und Besenwirt in Heilbronn. In Ulrichs Weinberghütte im Gewann Ried zwischen Heilbronn und Weinsberg traf sich Ulrich mit befreundeten Sozialdemokraten wie Wilhelm Keil, Paul Löbe, Adam Remmele, Erich Roßmann, Georg Schöpflin und Carl Severing, bis die Treffen von den Heilbronner Nationalsozialisten um Kreisleiter Richard Drauz verboten wurden. Am 22. August 1944 wurde Ulrich im Zusammenhang mit dem Attentat auf Hitler erneut verhaftet und musste als „Schutzhäftling“ für vier Monate ins KZ Dachau. Ende November 1944 kehrte er „körperlich und seelisch geschlagen“ nach Hause zurück und sah noch einmal seinen Sohn Hermann, der auf Heimaturlaub war und kurz vor dem verheerenden Luftangriff auf Heilbronn am 4. Dezember 1944, der auch Ulrichs Haus in der Friedhofstraße 21 zerstörte, wieder an die Front nach Ungarn fuhr. Am 12. Januar 1945 fiel er im Alter von 22 Jahren als Offizier. Die bei diesem letzten Treffen ausgesprochene Aufforderung des Sohnes, wieder gesund und politisch aktiv zu werden, um „für Frieden, Recht und Freiheit zu ringen“, war Fritz Ulrich in der Folge Vermächtnis und Verpflichtung.
Seit dem 12. April 1945 war Heilbronn in den Händen der Amerikaner. Am 8. Mai baten Ulrich und der frühere Geschäftsführer des Neckar-Echos, Knapper, bei der amerikanischen Militärregierung um eine Lizenz, ab dem 1. Juni wieder das Neckar-Echo erscheinen lassen zu dürfen. Der Antrag wurde abgelehnt, da die Amerikaner keine parteipolitisch gebundenen Zeitungen zulassen wollten, und Ulrich blieb Weingärtner. Ende Mai 1945 bat Wilhelm Keil Ulrich, beim Neuaufbau der Verwaltung eine führende Position einzunehmen. Ulrich lehnte zunächst ab, weil er für einen neuen Staat aufgrund der unsicheren Lage wenig Chancen sah, gab dem Drängen der alten Parteifreunde dann aber doch noch nach und wurde am 13. Juni 1945 vom französischen Generalgouverneur Stuttgarts zum Landesdirektor für Inneres mit Zuständigkeit für den französisch besetzten Teil Württembergs ernannt. Nach der Neuabgrenzung der amerikanischen und französischen Besatzungszonen war ganz Nordwürttemberg mit Stuttgart amerikanische Besatzungszone, und im Juli wurde dem Landesdirektor für Inneres Ulrich die Zuständigkeit für die innere Verwaltung dieses Gebietes übertragen. Nach der Proklamation des Landes Württemberg-Baden am 19. September 1945 wurde Ulrich schließlich am 22. September von der amerikanischen Besatzungsmacht zum Innenminister ernannt.
Seit den Wahlen 1946 war Ulrich auch wieder Abgeordneter des Wahlkreise Heilbronn im Landtag von Württemberg-Baden, lebte aber in Stuttgart. Ulrich hatte sich zunächst für die Wiederherstellung Württembergs in seinen alten Grenzen eingesetzt, setzte dann aber auf die Idee des vereinigten Südweststaats. Nach Bildung des Landes Baden-Württemberg 1952 war Ulrich einer der federführenden Abgeordneten in der verfassunggebenden Landesversammlung und bekleidete weiterhin das Amt des Innenministers unter Ministerpräsident Reinhold Maier. Auch dessen Nachfolger Gebhard Müller holte ihn als Innenminister in sein Kabinett. Aus Gesundheitsgründen stand er jedoch nach Ablauf der Legislaturperiode 1956 nicht mehr für dieses Amt zur Verfügung. In seiner Amtszeit wurden unter anderem die Gemeinde- und die Landkreisordnung für Baden-Württemberg Gesetz, ferner wurden der Finanzausgleich geregelt, eine demokratische Polizei aufgebaut und die Bodensee-Wasserversorgung gegründet. Nach seinem Ausscheiden als Innenminister blieb Ulrich weiterhin Abgeordneter des Wahlkreises Heilbronn-Stadt im Landtag von Baden-Württemberg (bis 1968) und war dort auch Alterspräsident. Der SPD diente Ulrich bis 1966 als Mitglied der Kontrollkommission, die letzten vier Jahre als deren Vorsitzender. Bis ins hohe Alter hielt er Reden. 1969 starb er in seinem Haus in Stuttgart-Sillenbuch. Seine Frau Berta überlebte ihn um sieben Jahre und starb 1976.

## Preise und Auszeichnungen
- Die Verfassungsmedaille des Landes Baden-Württemberg in Gold wurde ihm 1956 als „Geschenk“ übergeben, da er Orden und Ehrenzeichen generell ablehnte.
- 1953 wurde Fritz Ulrich von seinem Geburtsort Schwaikheim und von seiner „zweiten Heimat“ Heilbronn jeweils zum Ehrenbürger ernannt.
- Nach Ulrich sind unter anderem eine Halle und eine Straße in Schwaikheim, ein Weg in Stuttgart-Möhringen sowie eine Straße und die Fritz-Ulrich-Schule in Heilbronn benannt.